# Arruazu
Arruazu es una villa y municipio español de la Comunidad Foral de Navarra, situado en la Merindad de Pamplona, en la comarca de la Barranca, en el valle de Araquil y a 34 km de la capital de la comunidad, Pamplona. Su población en 2024 fue de 122 habitantes (INE).

## Toponimia
Mikel Belasko en su libro Diccionario etimológico de los nombres de los pueblos, villas y ciudades de Navarra. Apellidos navarros considera que el topónimo Arruazu procede de la palabra vasca arru(g)a y el sufijo abundancial -zu. La palabra arruga deriva de la palabra románica rua y significa plaza o mercado. Arruazu significaría por tanto lugar de mercados.[cita requerida]

## Geografía
La localidad de Arruazu está situada en la parte Noroeste de la Comunidad Foral de Navarra dentro del Corredor de La Barranca o Corredor del Araquil. Su término municipal tiene una superficie de 5,71 km² y limita al norte con el Monte Aralar, al este con los municipios de Huarte-Araquil y Lacunza, al sur con el de Huarte-Araquil y al oeste con Lacunza.

## Demografía
Arruazu cuenta con una población de 122 habitantes (INE 2024).
| Gráfica de evolución demográfica de Arruazu entre 1842 y 2021                                                       |
| |
| Población de derecho según los censos de población del INE Población de hecho según los censos de población del INE |